# Trudno nie wierzyć w nic
Trudno nie wierzyć w nic – album zespołu Raz, Dwa, Trzy wydany w 2003 nakładem wytwórni Warner Music Poland.
Nagrania uzyskały certyfikat platynowej płyty.

## Lista utworów
1. „I tylko to wiem” – 05:02
2. „Jutro możemy być szczęśliwi” – 05:35
3. „Trudno nie wierzyć w nic” – 04:06
4. „Tak mówi Pismo” – 03:40
5. „Nazywaj rzeczy po imieniu” – 04:09
6. „Idę przed siebie” – 04:04
7. „Mógłbyś temu zaprzeczyć” – 04:14
8. „To znak” – 03:55
9. „Mam imię, nazwisko i pracę” – 03:23
10. „Jestem tylko przechodniem” – 09:15
11. „Policjanci w Atenach udają Greka” – 04:27

## Twórcy
- Mirosław Kowalik – gitara basowa, kontrabas, śpiew
- Adam Nowak – gitara akustyczna, gitara klasyczna, śpiew
- Jacek Olejarz – perkusja, instrumenty perkusyjne
- Marzena Rogalska – chórki
- Grzegorz Szwałek – akordeon, klarnet, pianino
- Jarosław Treliński – gitara akustyczna, gitara

### Gościnnie
- Antoni Gralak – trąbka
- Tamara Kalinowska – chórki
- Lidia Pospieszalska – chórki
- Marcin Pospieszalski – organy Hammonda
- Mateusz Pospieszalski – saksofon